# Aleksandra Pavlovna Romanova
Aleksandra Pavlovna Romanova, in russo Александра Павловна (San Pietroburgo, 9 agosto 1783 – Vienna, 16 marzo 1801), nata granduchessa di Russia, divenne arciduchessa d'Austria per matrimonio.
Morì di febbre puerperale a 17 anni, una settimana dopo aver messo al mondo la sua unica figlia, Alessandrina d'Austria, vissuta sole poche ore.

## Origini

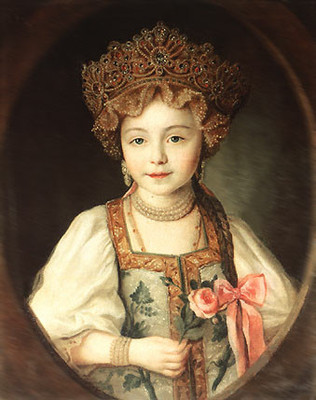
Ritratto di Aleksandra da bambina, 1790 circa

Aleksandra Pavlovna era la terza figlia dello zar Paolo I, e della sua seconda moglie, Marija Fëdorovna nata Sofia Dorotea di Württemberg.  Il sesso della bambina deluse la nonna paterna, l'imperatrice Caterina II. Lei scrisse:
«È nato un terzo figlio ed era una bambina, che è stata chiamata Aleksandra in onore del fratello maggiore. A dire il vero, mi piacciono infinitamente di più i bambini che le bambine.»
Il segretario dell'Imperatrice, Aleksandr Khrapoviṡkij, ha scritto che l'Imperatrice considerava la neonata molto brutta, soprattutto rispetto ai suoi fratelli maggiori. Anche il paragone con la sorella minore Elena, le fu sfavorevole: l'Imperatrice notò che Elena di sei mesi era molto più intelligente e affascinante di Aleksandra di due anni. Tuttavia, come regalo per la nascita di Aleksandra, Caterina II diede a suo figlio il Palazzo Gatčina.
A poco a poco l'Imperatrice iniziò ad affezionarsi a lei. A sua volta, Aleksandra era particolarmente legata a sua nonna. Caterina II ha osservato:
«Mi ama più di chiunque altro al mondo, e penso che sia pronta a tutto pur di farmi piacere, o almeno per avere la mia attenzione anche solo per un momento.»
In un biglietto alla nipote datato 12 marzo 1787, Caterina le scrisse:
«Aleksandra, mi fa sempre piacere vedere che sei saggia, divertente e che non piangi mai. Mi rende molto felice vedere che sei intelligente. Grazie di amarmi, ti amerò.»
Ricevette la tipica educazione riservata alle principesse russe e le è stato insegnato francese e tedesco, oltre a musica e disegno. Aleksandra era molto legata alla sorella minore Elena e spesso venivano dipinte insieme.
L'educazione di Aleksandra, così come delle sue sorelle, fu affidata a Charlotte von Lieven, che fungeva da governante.
La granduchessa era una studentessa molto diligente. Nel 1787, sua madre scrisse con orgoglio della figlia di quattro anni, che "continua ad essere diligente, fa notevoli progressi e iniziò a tradurre dal tedesco". Aleksandra era affascinata dal disegno e "penso che abbia un grande talento in quest'arte", e della musica e del canto, e "in queste arti ha trovato notevoli capacità".

### Gustavo IV
Nel 1794 l'Imperatrice iniziò a pensare al futuro della granduchessa. Aleksandra Pavlovna aveva undici anni e "quell'età una ragazza dovrebbe essere considerata un'adulta". Nelle lettere di quegli anni Caterina II esprime l'idea di portare in Russia "principi senza terra", che dopo aver sposato le sue nipoti avrebbero ottenuto il posto e i mezzi per vivere nella loro nuova patria.
Ma il destino di Aleksandra andò diversamente. Nel 1792 giunse alla corte russa la notizia dell'assassinio del re Gustavo III di Svezia (cugino di primo grado dell'imperatrice) e dell'ascesa al trono del figlio quattordicenne Gustavo IV Adolfo. Secondo quanto riferito, il desiderio del defunto monarca svedese era quello di stringere un'alleanza con la famiglia imperiale russa sposando il suo unico figlio con una delle nipoti dell'Imperatrice; tuttavia, secondo un'altra versione, l'idea del matrimonio apparteneva all'Imperatrice, e divenne addirittura una delle condizioni segrete del Trattato di Värälä. L'idea di questa alleanza fu sostenuta dal reggente svedese, lo zio del nuovo re, il duca di Södermanland.
Nell'ottobre 1793, in occasione del matrimonio del granduca Aleksandr Pavlovič con la principessa Luisa di Baden, arrivò a San Pietroburgo il conte Stenbock con le congratulazioni della corte svedese e iniziò i colloqui ufficiali sul matrimonio. Aleksandra iniziò a imparare la lingua svedese, oltre a prepararsi a pensare al suo futuro marito.
I negoziati non andarono avanti senza difficoltà. Su due questioni le parti non riuscirono a trovare un accordo: la religione della futura regina e il destino del conte Gustaf Mauritz Armfelt, membro della congiura contro il reggente svedese, rifugiatosi in Russia. Per rappresaglia, il reggente iniziò a negoziare un matrimonio tra Gustavo IV Adolfo e la duchessa Luisa Carlotta di Meclemburgo-Schwerin.
Il 1 novembre 1795 la corte svedese annunciò ufficialmente il fidanzamento tra Gustavo IV Adolfo e la duchessa Luisa Carlotta di Meclemburgo-Schwerin.
L'Imperatrice rifiutò di accettare l'ambasciatore giunto con il messaggio dell'annuncio del fidanzamento. Il conte Aleksandr Vasil'evič Suvorov fu inviato al confine svedese per "esplorare i castelli", e a Stoccolma il maggiore generale conte Andrej Budberg fu incaricato di impedire il matrimonio. Mentre la corte svedese attendeva l'arrivo della sposa, il re improvvisamente cambiò idea e ruppe il fidanzamento. Nell'aprile 1796 i discorsi sul "matrimonio russo" furono ripresi da Caterina II, che invitò Gustavo IV Adolfo a farle visita a San Pietroburgo.
Gustavo IV Adolfo e suo zio, il duca di Södermanland, arrivarono in incognito per un incontro con la sposa. In loro onore furono organizzate una serie di feste brillanti. Il sovrano svedese e Aleksandra si innamorarono a prima vista. La passione di Gustavo IV Adolfo per la granduchessa era evidente: ballava costantemente con lei e aveva conversazioni intime con lei.
Il 25 agosto 1796 Gustavo IV Adolfo chiese all'Imperatrice il permesso di sposare la granduchessa. I negoziati con la Svezia furono condotti dai conti Platon Aleksandrovič Zubov e Arkadij Ivanovič Morkov. Tuttavia, erano preoccupati per la questione della fede della futura regina.
Solo il 2 settembre Gustavo IV Adolfo acconsentì che Aleksandra avrebbe mantenuto la sua fede ortodossa. Quattro giorni dopo, il 6 settembre, l'ambasciatore svedese chiese formalmente la mano della granduchessa. Il fidanzamento ufficiale era previsto per l'11 settembre nella Sala del Trono del Palazzo d'Inverno. Tuttavia, quando i conti Zubov e Morkov dovevano firmare il contratto di matrimonio la mattina di quel giorno, scoprirono che non c'era alcun articolo sulla libertà di religione della granduchessa, che fu cancellato per ordine del re. Nonostante le suppliche degli inviati russi, il re era fermo sul fatto che non avrebbe mai dato al suo popolo una regina ortodossa e si chiuse nella sua stanza. L'Imperatrice, la sua corte e Aleksandra, vestita da sposa, lo attesero per più di quattro ore. In seguito all'annuncio del rifiuto definitivo del re, l'Imperatrice ebbe un piccolo attacco di apoplessia e Aleksandra, addolorata e in lacrime, si chiuse nella sua stanza; l'ambasciatore svedese dichiarò che il fidanzamento era stato annullato a causa d'indisposizione del re. Il 12 settembre Gustavo IV Adolfo era presente al ballo in occasione del compleanno della granduchessa Anna Feodorovna (nata principessa Giuliana di Sassonia-Coburgo-Saalfeld), moglie del granduca Konstantin Pavlovič, ma fu accolto con freddezza. Aleksandra non era presente al ballo e l'Imperatrice aveva trascorso lì poco più di 15 minuti, adducendo una malattia. Sebbene il fidanzamento non ebbe luogo, i discorsi su un matrimonio sono continuati per un po'. Il 22 settembre 1796 il re svedese aveva lasciato la Russia.
Caterina II morì due mesi dopo, il 17 novembre, e le trattative matrimoniali furono proseguite dal padre di Aleksandra Pavlovna. Ma nonostante tutti i tentativi, la questione principale, la religione della granduchessa, non fu risolta e le trattative matrimoniali furono finalmente interrotte.
Ben presto, la famiglia imperiale subì un altro colpo. Nell'ottobre 1797 Gustavo IV Adolfo sposò la principessa Federica di Baden, sorella minore della granduchessa Elizaveta Alexeevna, cognata di Aleksandra. L'imperatrice Maria Feodorovna ha incolpato sia sua nuora per aver intrigato a favore di sua sorella sia suo marito l'imperatore per "aver permesso a se stesso queste buffonate taglienti e pungenti contro sua figlia".

## Matrimonio

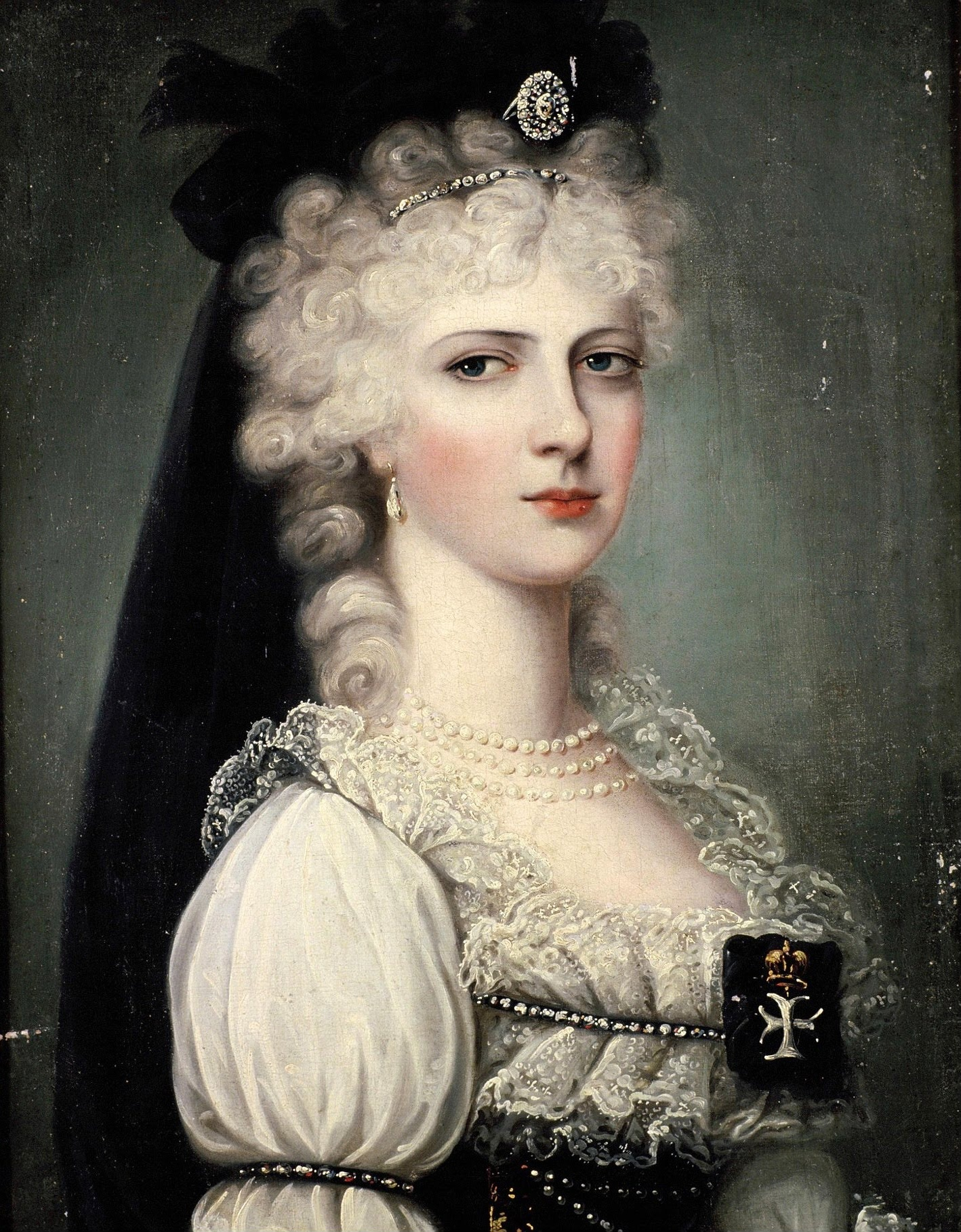
Ritratto di Aleksandra in abito ungherese, 1800

Nel 1799, tre anni dopo il fallimento del suo fidanzamento con il re di Svezia, venne organizzato un altro progetto matrimoniale per Aleksandra. In precedenza, nel 1798, i duchi Ferdinando Augusto e Alessandro Federico di Württemberg, fratelli dell'imperatrice Maria Feodorovna, arrivarono a San Pietroburgo per prestare servizio nell'esercito russo. Espressero l'interesse dell'Austria ad unirsi con la Russia in una coalizione contro il crescente potere della Repubblica francese e Napoleone, e per cementare questa alleanza, era stato deciso di organizzare un matrimonio tra Aleksandra e l'arciduca Giuseppe d'Austria, Palatino (Governatore) di Ungheria e fratello minore di Francesco II, imperatore del Sacro Romano Impero.
L'arciduca Giuseppe venne personalmente in Russia per vedere la sua sposa. L'incontro tra loro ebbe successo. A metà febbraio 1799 si tenne il ballo di fidanzamento. Successivamente, fu firmato un contratto di matrimonio in cui ad Aleksandra sarebbe stato permesso di mantenere la sua fede ortodossa.
Il 25 settembre 1799 fu pubblicato un decreto sul titolo reale di Aleksandra. In Russia, veniva chiamata "Sua Altezza Imperiale Granduchessa, l'Arciduchessa d'Austria" con il prefisso francese di "Palatine d'Hongrie". Il matrimonio ebbe luogo il 30 ottobre 1799 a Palazzo Gatčina, una settimana dopo il matrimonio della sorella Elena. Per celebrare entrambi gli eventi, il poeta Gavrila Derzhavin ha scritto l'ode "Le celebrazioni nuziali del 1799".
Il 21 novembre la coppia si recò in Austria. La contessa Varvara Golovina ricordava che Aleksandra era triste di lasciare la Russia, e suo padre, l'imperatore Paolo I, "ripeteva costantemente che non l'avrebbe più vista dopo il suo sacrificio".
Secondo il confessore di Aleksandra, Andrei Samborski, Aleksandra ricevette una fredda accoglienza a Vienna. Tuttavia, altre fonti offrono una visione diversa. La regina Maria Carolina di Napoli (suocera dell'Imperatore) e le sue figlie giunsero a Vienna nell'agosto del 1800 per un lungo soggiorno. La figlia di Maria Carolina, la principessa Maria Amalia di Borbone-Due Sicilie, scrisse nel suo diario che il 15 agosto la regina e le sue figlie furono presentate ad Aleksandra, che lei definì "bellissima". Maria Amalia e Aleksandra divennero amiche in quel periodo; e la Principessa di Napoli ha scritto nel suo diario che la Granduchessa russa e suo marito avevano un rapporto di amicizia con il resto della famiglia imperiale e prendevano parte alle riunioni di famiglia, alle feste e ai balli a Vienna, il che contrasta con la versione data da Samborskij. Ad esempio, nel gennaio 1801, Maria Amalia scrisse nel suo diario che la famiglia imperiale era solita partecipare ai balli nella residenza dell'arciduca Giuseppe a Vienna, dove "la bella Aleksandra, sempre seria e triste, ha una magnifica famiglia".
Quando fu presentata all'imperatore Francesco II, gli ricordò la sua prima moglie Elisabetta di Württemberg, che era sua zia materna; questo provocò la gelosia dell'imperatrice Maria Teresa di Borbone-Due Sicilie, seconda moglie di Francesco II, anch'essa invidiosa della bellezza e della raffinata Aleksandra.
Una volta, Aleksandra si è presentata a un ballo splendidamente vestita, con magnifici gioielli. L'imperatrice si arrabbiò per essere stata messa in ombra dall'arciduchessa e le ordinò di togliersi i gioielli e le disse anche che non poteva più indossarli. Seguendo le sue istruzioni, Aleksandra si è decorata i capelli con dei fiori solo quando ha assistito a uno spettacolo qualche tempo dopo. I fiori avevano messo in risalto la sua bellezza, portandola ad essere applaudita e a ricevere una standing ovation, facendo infuriare ancora di più Maria Teresa. L'arciduca Giuseppe non poteva proteggere sua moglie da questi attacchi. Inoltre, la sua fede ortodossa orientale suscitò l'ostilità della corte austriaca cattolica romana, che la esortò a convertirsi.

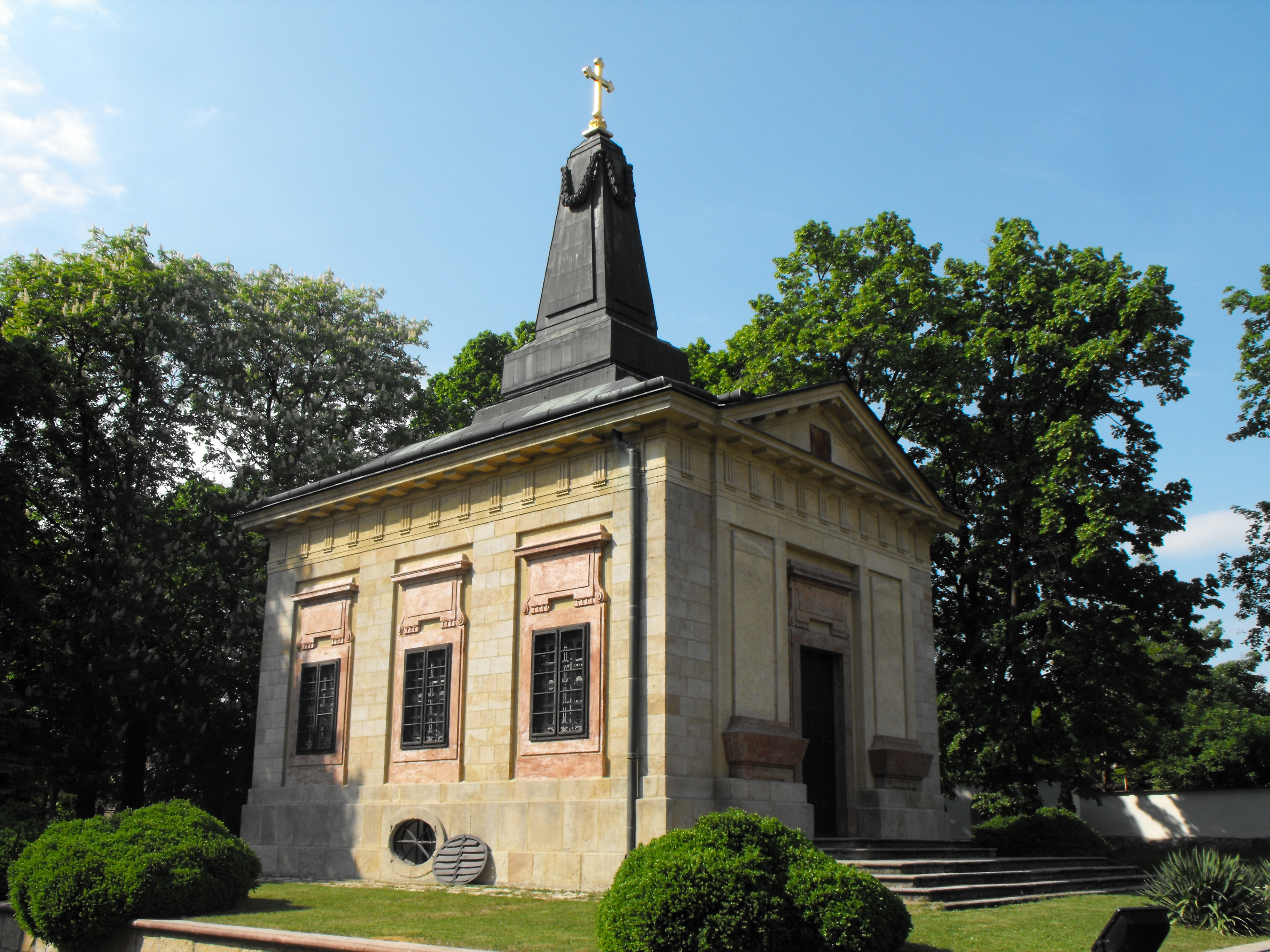
Cappella della granduchessa Aleksandra Pavlovna a Üröm, Pest

## Morte
A causa delle sue responsabilità come palatino, dopo un breve soggiorno alla corte imperiale, l'arciduca Giuseppe e sua moglie si trasferirono in Ungheria, dove si stabilirono nel castello di Alcsút, anche se normalmente tornavano a Vienna per trascorrere del tempo con la famiglia imperiale, dove però venivano continuamente umiliati, ad esempio facendoli risiedere in un cottage isolato in giardino piuttosto che a Palazzo.
Il 7 maggio 1800, il compositore Ludwig van Beethoven suonò alla presenza dell'arciduca Giuseppe e di sua moglie al castello di Buda. Questo faceva parte e l'evento principale di una celebrazione di una settimana organizzata dall'arciduca in onore della sua bellissima moglie.
Ben presto Aleksandra rimase incinta. La gravidanza fu dura, poiché era tormentata da attacchi di nausea. Il parto, durato diverse ore, indebolì Aleksandra, e la levatrice fu infine costretta a usare il forcipe per estrarre il nascituro. Nacque una bambina, l'arciduchessa Alessandrina d'Austria, nata l'8 marzo 1801, ma morì poche ore dopo. Dopo aver appreso della morte di sua figlia, Aleksandra Pavlovna ha dichiarato:
«Grazie a Dio mia figlia ora è con gli angeli, senza sperimentare la miseria a cui siamo esposti.»
L'ottavo giorno dopo il parto, ad Alexandra fu permesso di alzarsi, ma la sera contrasse la febbre puerperale, che alla fine le causò la morte prematura il 16 marzo 1801, all'età di 17 anni, la stessa settimana dell'omicidio di suo padre. Entrambi furono colpi terribili per la famiglia Romanov.
Nel 2023 una coppia di ricercatori ha esaminato il corpo della bambina e i suoi documenti di morte, scoprendo che, sebbene chiamata Alessandrina nelle sue poche ore di vita, fu battezzata post-mortem come Paolina: il nome è riportato sul certificato di morte e inciso sulla bara. Inoltre, i resti mostrano che era una neonata di dimensioni e sviluppo osseo normale, per cui è possibile che la causa della morte sia stata l'ipossia dovuta al lungo travaglio. 
Secondo la tradizione ortodossa russa dovevano celebrare messe per sei settimane, quindi il corpo di Aleksandra fu insepolto durante questo periodo. Il 12 maggio, il corpo dell'arciduchessa è stato deposto nella cripta del convento dei Cappuccini di Víziváros.
Poiché la corte austriaca rifiutò la sua sepoltura in qualsiasi cimitero cattolico, i resti di Aleksandra rimasero insepolti nel monastero di Víziváros fino al 1803, quando il suo vedovo costruì un mausoleo a lei dedicato a Üröm, vicino a Pest, seguendo i desideri della defunta arciduchessa, e dopo la sua sepoltura definitiva in questo luogo, in sua memoria si è tenuto un servizio religioso in sua memoria. Nel 1809, durante l'invasione delle truppe napoleoniche, l'arciduca Giuseppe ordinò che la bara con i resti della moglie fosse collocata per precauzione nel Castello di Buda, con un'apposita cappella ortodossa preparata a tale scopo. Una volta cessata la minaccia di guerra, la bara di Aleksandra fu restituita al Mausoleo di Üröm, che divenne un luogo di pellegrinaggio per la comunità ortodossa locale. Durante il Congresso di Vienna, Alessandro I e le granduchesse Maria Pavlovna ed Ekaterina Pavlovna hanno visitato la tomba della loro sorella.

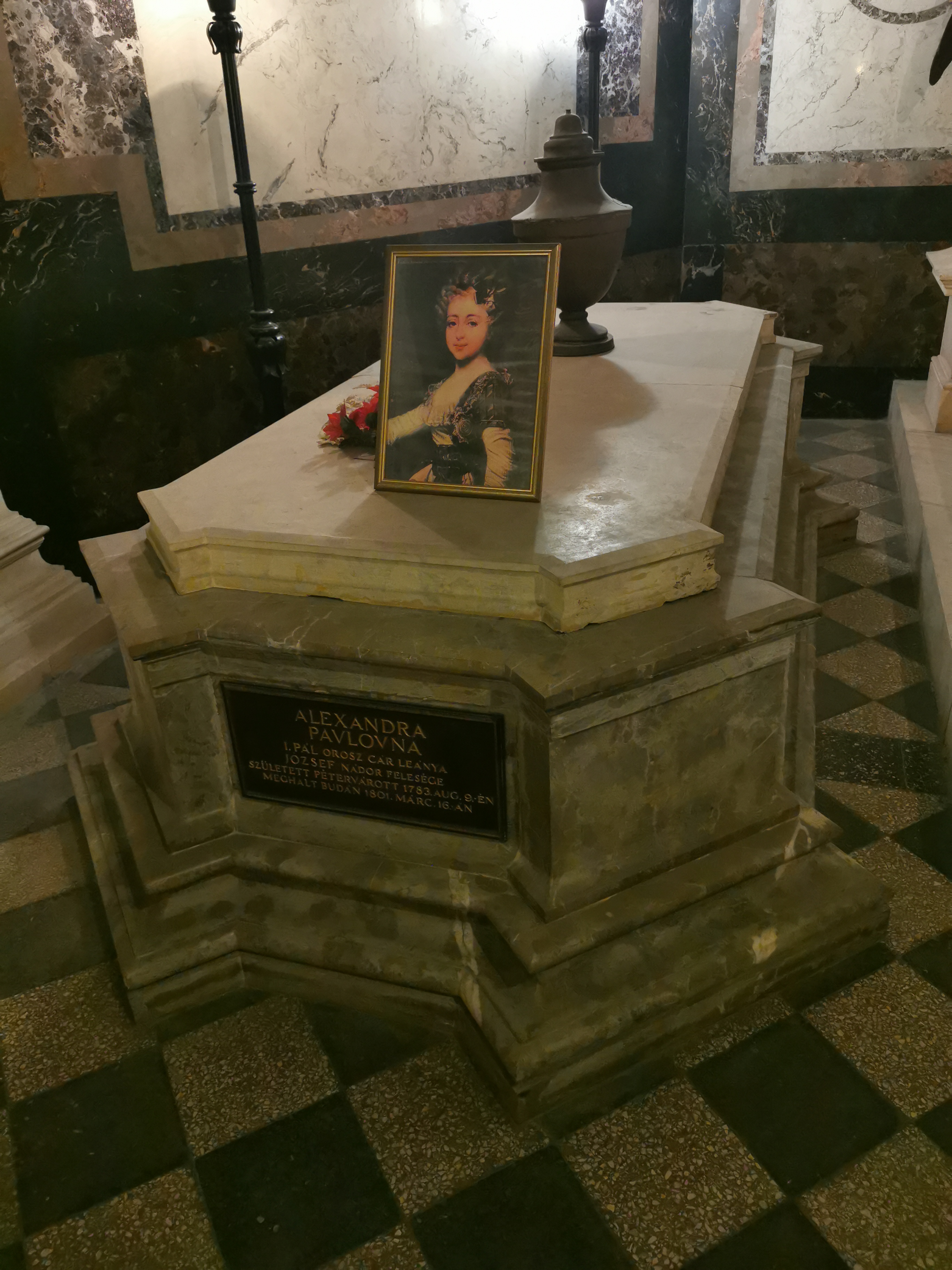
Sarcofago di Aleksandra

L'arciduca Giuseppe rimase vedovo per diversi anni e solo nel 1815 si risposò con la principessa Erminia di Anhalt-Bernburg-Schaumburg-Hoym, che morì due anni dopo, anche lei di parto, anche se questa volta sopravvissero due figli gemelli. Nel 1819 l'arciduca contrasse il suo terzo e ultimo matrimonio con la duchessa Maria Dorotea di Württemberg, che gli diede cinque figli, di cui tre sopravvissero all'infanzia.
Dopo la morte dell'arciduca Giuseppe nel 1847, i suoi figli ereditarono la residenza di Üröm, che sopravvisse persino a entrambe le guerre mondiali. La cappella fu saccheggiata, gli oggetti di valore portati via e le bare furono aperte, ma i resti non furono profanati, quindi gli abiti e i gioielli rimasero intatti. Nel 1945, a causa della collettivizzazione in Ungheria vicino alla proprietà, si stabilirono alcuni agricoltori fino al 1953, quando la Chiesa ortodossa russa rilevò la proprietà del sito. Nel novembre 1977 l'Istituto nazionale di medicina legale, l'Istituto nazionale di chimica della giustizia e gli esperti archeologi ed antropologi del Museo di storia di Budapest hanno condotto indagini dettagliate nel Mausoleo di Üröm.
Il 26 aprile 1981 il Mausoleo di Üröm fu invaso da ladri, che profanarono le spoglie di Aleksandra e la bara che fu completamente saccheggiata, prendendo vestiti e gioielli. Dopo questo evento, il 13 maggio le spoglie di Aleksandra furono trasferite nella cripta del Castello di Buda. Fino al 2004, l'arciduchessa riposa insieme ai figli e alle mogli del suo vedovo.
Grazie al generoso sostegno finanziario di un russo e anche grazie all'instancabile lavoro organizzativo di padre Nikolaj da San Pietroburgo, nonché dei cittadini di Üröm che hanno voluto rispettare la volontà di Aleksandra, l'11 settembre 2004 i suoi resti sono stati restituiti al Mausoleo di Üröm in una solenne cerimonia tenuta dal vescovo Hilarion, capo della Chiesa ortodossa ungherese. Alla cerimonia erano presenti membri delle famiglie degli Asburgo e dei Romanov, il cardinale Péter Erdő e i capi delle Chiese ortodosse in Ungheria. Valery Muszatov, ambasciatore Straordinario e Plenipotenziario dello Stato russo ha donato una copia del ritratto di Aleksandra al Mausoleo di Üröm.
Le lettere di Aleksandra a suo nonno Federico II Eugenio, duca di Württemberg, insieme alle lettere dei suoi fratelli, scritte tra il 1795 e il 1797 sono conservate nell'Archivio di Stato di Stoccarda (Hauptstaatsarchiv Stuttgart).
Le lettere di Aleksandra alla cognata Maria Teresa di Borbone-Due Sicilie sono conservate nell'Haus-, Hof- und Staatsarchiv di Vienna.
Una delle isole dell'arcipelago artico Terra di Francesco Giuseppe porta il suo nome: Terra di Aleksandra.

## Ascendenza
|                                         |                                   |                                           | Genitori                                 |  |  | Nonni |  |  | Bisnonni                           |  |  | Trisnonni                       |  |
|                                         |                                   |                                           |                                          |  |  |       |  |  | Carlo Federico di Holstein-Gottorp |  |  | Federico IV di Holstein-Gottorp |  |
|                                         |                                   |                                           |                                          |  |  |       |  |  | Carlo Federico di Holstein-Gottorp |  |  | Federico IV di Holstein-Gottorp |  |
|                                         |                                   | Edvige Sofia di Svezia                    |                                          |  |  |       |  |  | Carlo Federico di Holstein-Gottorp |  |  |                                 |  |
| Pietro III di Russia                    |                                   |                                           |                                          |  |  |       |  |  | Carlo Federico di Holstein-Gottorp |  |  |                                 |  |
|                                         |                                   | Anna Petrovna Romanova                    | Pietro I di Russia                       |  |  |       |  |  |                                    |  |  |                                 |  |
|                                         |                                   | Anna Petrovna Romanova                    | Pietro I di Russia                       |  |  |       |  |  |                                    |  |  |                                 |  |
|                                         |                                   | Anna Petrovna Romanova                    | Caterina I di Russia                     |  |  |       |  |  |                                    |  |  |                                 |  |
| Paolo I di Russia                       |                                   | Anna Petrovna Romanova                    |                                          |  |  |       |  |  |                                    |  |  |                                 |  |
|                                         |                                   | Cristiano Augusto di Anhalt-Zerbst        | Giovanni Luigi I di Anhalt-Zerbst        |  |  |       |  |  |                                    |  |  |                                 |  |
|                                         |                                   | Cristiano Augusto di Anhalt-Zerbst        | Giovanni Luigi I di Anhalt-Zerbst        |  |  |       |  |  |                                    |  |  |                                 |  |
|                                         |                                   | Cristiano Augusto di Anhalt-Zerbst        | Cristina di Zeutsch                      |  |  |       |  |  |                                    |  |  |                                 |  |
| Caterina II di Russia                   |                                   | Cristiano Augusto di Anhalt-Zerbst        |                                          |  |  |       |  |  |                                    |  |  |                                 |  |
|                                         |                                   | Giovanna di Holstein-Gottorp              | Cristiano Augusto di Holstein-Gottorp    |  |  |       |  |  |                                    |  |  |                                 |  |
|                                         |                                   | Giovanna di Holstein-Gottorp              | Cristiano Augusto di Holstein-Gottorp    |  |  |       |  |  |                                    |  |  |                                 |  |
|                                         |                                   | Giovanna di Holstein-Gottorp              | Albertina Federica di Baden-Durlach      |  |  |       |  |  |                                    |  |  |                                 |  |
| Aleksandra Pavlovna Romanova            |                                   | Giovanna di Holstein-Gottorp              |                                          |  |  |       |  |  |                                    |  |  |                                 |  |
|                                         | Carlo I Alessandro di Württemberg | Federico Carlo di Württemberg-Winnental   |                                          |  |  |       |  |  |                                    |  |  |                                 |  |
|                                         | Carlo I Alessandro di Württemberg | Federico Carlo di Württemberg-Winnental   |                                          |  |  |       |  |  |                                    |  |  |                                 |  |
|                                         | Carlo I Alessandro di Württemberg | Eleonora Giuliana di Brandeburgo-Ansbach  |                                          |  |  |       |  |  |                                    |  |  |                                 |  |
| Federico II Eugenio di Württemberg      | Carlo I Alessandro di Württemberg |                                           |                                          |  |  |       |  |  |                                    |  |  |                                 |  |
|                                         |                                   | Maria Augusta di Thurn und Taxis          | Anselmo Francesco di Thurn und Taxis     |  |  |       |  |  |                                    |  |  |                                 |  |
|                                         |                                   | Maria Augusta di Thurn und Taxis          | Anselmo Francesco di Thurn und Taxis     |  |  |       |  |  |                                    |  |  |                                 |  |
|                                         |                                   | Maria Augusta di Thurn und Taxis          | Maria Ludovica Anna di Lobkowicz         |  |  |       |  |  |                                    |  |  |                                 |  |
| Sofia Dorotea di Württemberg            |                                   | Maria Augusta di Thurn und Taxis          |                                          |  |  |       |  |  |                                    |  |  |                                 |  |
|                                         |                                   | Federico Guglielmo di Brandeburgo-Schwedt | Filippo Guglielmo di Brandeburgo-Schwedt |  |  |       |  |  |                                    |  |  |                                 |  |
|                                         |                                   | Federico Guglielmo di Brandeburgo-Schwedt | Filippo Guglielmo di Brandeburgo-Schwedt |  |  |       |  |  |                                    |  |  |                                 |  |
|                                         |                                   | Federico Guglielmo di Brandeburgo-Schwedt | Giovanna Carlotta di Anhalt-Dessau       |  |  |       |  |  |                                    |  |  |                                 |  |
| Federica Dorotea di Brandeburgo-Schwedt |                                   | Federico Guglielmo di Brandeburgo-Schwedt |                                          |  |  |       |  |  |                                    |  |  |                                 |  |
|                                         |                                   | Sofia Dorotea di Prussia                  | Federico Guglielmo I di Prussia          |  |  |       |  |  |                                    |  |  |                                 |  |
|                                         |                                   | Sofia Dorotea di Prussia                  | Federico Guglielmo I di Prussia          |  |  |       |  |  |                                    |  |  |                                 |  |
|                                         |                                   | Sofia Dorotea di Prussia                  | Sofia Dorotea di Hannover                |  |  |       |  |  |                                    |  |  |                                 |  |
|                                         |                                   | Sofia Dorotea di Prussia                  |                                          |  |  |       |  |  |                                    |  |  |                                 |  |